# کاسیدولی (پریبوی)
کاسیدولی (به صربی: Kasidoli) یک منطقهٔ مسکونی در صربستان است که در پریبوی واقع شده‌است. کاسیدولی ۴۵۵ نفر جمعیت دارد.